# گلیننگک (شهرستان لوبارتوف)
گلیننگک (به لهستانی:  Glinnik) یک روستا در لهستان است که در ابرامو، بخش لوبارتاو واقع شده‌است. گلیننگک ۴۵۹ نفر جمعیت دارد.